# Lijst van politieke partijen in Indonesië
Dit is een lijst van politieke partijen in Indonesië.

## Huidige politieke partijen

### Vertegenwoordigd in het parlement
Na de Indonesische parlementsverkiezingen van 2024 zijn er acht partijen vertegenwoordigd in de Volksvertegenwoordigingsraad. De PPP heeft geen zetels meer weten te behalen.
| Logo | Logo | Partij                                                                               | Partij   | Ideologie                                   | Opmerkingen |
| ---- | ---- | ------------------------------------------------------------------------------------ | -------- | ------------------------------------------- | --- |
|      |      | Democratische Partij (Partai Demokrat)                                               | Demokrat | Pancasila Centrisme                         | Partij van oud-president Susilo Bambang Yudhoyono. |
|      |      | Gerindra ("Groots Indonesië Beweging", Gerakan Indonesia Raya)                       | Gerindra | Pancasila Conservatisme Populisme           | Partij van de huidige president Prabowo Subianto (vanaf oktober 2024). |
|      |      | Golkar ("Functionele Groepen", Golongan Karya)                                       | Golkar   | Pancasila Anticommunisme Liberalisme        | Officieel tot 1999 geen partij maar een consortium van organisaties. Tussen 1966 en 1998 de beweging van het Nieuwe Orde-regime van president Soeharto.                                |
|      |      | NasDem (Partai NasDem)                                                               | NasDem   | Pancasila Liberalisme                       | |
|      |      | Nationale Mandaatpartij (Partai Amanat Nasional)                                     | PAN      | Pancasila Islamitische democratie           | |
|      |      | Partij van het Nationale Ontwaken (Partai Kebangkitan Bangsa)                        | PKB      | Pancasila Nationalisme Modernistische islam | Partij van oud-president Abdurrahman Wahid. |
|      |      | Partij voor Rechtvaardigheid en Welvaart (Partai Keadilan Sejahtera)                 | PKS      | Islamisme                                   | |
|      |      | Strijdende Indonesische Democratische Partij (Partai Demokrasi Indonesia Perjuangan) | PDI-P    | Pancasila Nationalisme Marhaenisme          | Partij van oud-president Joko Widodo (2014-2024) en oud-president Megawati Soekarnoputri (2001-2004). De dochter van Megawati, Puan Maharani, is huidige voorzitter van het parlement. |

De verkiezingsuitslag van de parlementsverkiezingen sinds 2009 ziet er, gemeten in aantallen behaalde zetels, als volgt uit:

### Vertegenwoordigd op provinciaal niveau
Naast de negen bovenstaande partijen zijn er elf partijen die geen zetels in de Volksvertegenwoordigingsraad hebben behaald, maar wel zetels in de provinciale parlementen van een of meerdere provincies van Indonesië.
| Logo | Logo | Partij                                                                                         | Partij   | Ideologie                                  | Provincies                                                                                          | Opmerkingen |
| ---- | ---- | ---------------------------------------------------------------------------------------------- | -------- | ------------------------------------------ | --------------------------------------------------------------------------------------------------- | --- |
|      |      | Atjehse Partij (Partai Aceh)                                                                   | PA       | Islam Separatisme                          | Atjeh                                                                                               | |
|      |      | Atjehse Regionale Partij (Partai Daerah Aceh)                                                  | PDA      | Islam Separatisme                          | Atjeh                                                                                               | voorheen Atjehse Soevereiniteitspartij (Partai Daulat Aceh, 2007-2012) en Atjehse Vredespartij (Partai Damai Aceh, 2012-2016) |
|      |      | Berkarya ("Werkende Partij", Partai Berkarya)                                                  | Berkarya | Pancasila Nieuwe Orde-nostalgie            | Jambi, Banten, West-Nusa Tenggara, Molukken, Noord-Molukken, Papoea                                 | |
|      |      | Garuda-partij (Partai Garuda)                                                                  | Garuda   | Pancasila                                  | Noord-Molukken, Papoea                                                                              | |
|      |      | Indonesische Eenheidspartij (Partai Persatuan Indonesia)                                       | Perindo  | Pancasila Populisme                        | 15 provincies                                                                                       | |
|      |      | Indonesische Partij voor Rechtvaardigheid en Eenheid (Partai Keadilan dan Persatuan Indonesia) | PKPI     | Pancasila                                  | Atjeh, West-Kalimantan, West-Papoea                                                                 | |
|      |      | Indonesische Solidariteitspartij (Partai Solidaritas Indonesia)                                | PSI      | Pancasila Progressivisme Sociaaldemocratie | Banten, Jakarta, Yogyakarta, Noord-Sulawesi, Bali, Oost-Nusa Tenggara                               | |
|      |      | Maan en Ster-partij (Partai Bulan Bintang)                                                     | PBB      | Islamisme                                  | Bangka-Belitung, Oost-Java, Noord-Kalimantan, Zuidoost-Sulawesi, West-Nusa Tenggara, Noord-Molukken | |
|      |      | Nanggroë Atjeh-partij (Partai Nanggroe Aceh)                                                   | PNA      | Islam Separatisme                          | Atjeh                                                                                               | |
|      |      | Onafhankelijke Stem van het Atjehse Volk (Partai Suara Independen Rakyat Aceh)                 | SIRA     | Separatisme                                | Atjeh                                                                                               | |
|      |      | Partij Geweten van het Volk (Partai Hati Nurani Rakyat)                                        | Hanura   | Corporatisme                               | 26 provincies                                                                                       | |

## Historische politieke partijen

### 1945 tot 1973
Tussen de Indonesische onafhankelijkheid in 1945 en januari 1973 bestond er een groot aantal politieke partijen in Indonesië. Aan de verkiezingen van 1955 deden meer dan dertig partijen mee, en bij de verkiezingen van 1971 waren er tien partijen. De onderstaande lijst geeft de belangrijkste partijen uit deze periode weer en is geen compleet overzicht. In januari 1973 werden alle overgebleven oppositiepartijen door president Soeharto samengevoegd in twee partijen, waardoor er maar drie partijen overbleven.
| Logo | Logo | Partij                                                                                  | Partij   | Actief       | Ideologie                          | Opmerkingen |
| ---- | ---- | --------------------------------------------------------------------------------------- | -------- | ------------ | ---------------------------------- | --- |
|      |      | Verenigde Ontwikkelingspartij (Partai Persatuan Pembangunan)                            | PPP      | 1973 - heden | Pancasila Islam Conservatisme      | Partij van oud-president Soeharto. Behaalde in 2024 geen zetels meer in het parlement.                                                    |
|      |      | Arbeiderspartij (Partai Buruh)                                                          | PB       | 1949–1956    | Marxisme Nationalisme              | Voortzetting van de Indonesische Arbeiderspartij.                                                                                         |
|      |      | Communistische Partij van Indonesië (Partai Komunis Indonesia)                          | PKI      | 1914–1966    | Communisme Marxisme-leninisme      | Verboden tussen 1927 en 1945. Opnieuw verboden na de Supersemar in 1966.                                                                  |
|      |      | Groots Indonesië Vereniging (Persatuan Indonesia Raya)                                  | PIR      | 1948–1959    | Nationalisme                       | In 1954 in twee facties gesplitst. |
|      |      | Indonesische Arbeiderspartij (Partai Buruh Indonesia)                                   | PBI      | 1945–1948    | Marxisme                           | Later voortgezet als Arbeiderspartij. |
|      |      | Indonesische Christelijke Partij (Partai Kristen Indonesia)                             | Parkindo | 1945–1973    | Pancasila Protestantisme           | Gefuseerd in de Indonesische Democratische Partij (1973).                                                                                 |
|      |      | Indonesische Islamitische Vereniging Partij (Partai Syarikat Islam Indonesia)           | PSII     | 1947–1973    | Islam Socialisme                   | Afsplitsing van Masjoemi (1947). Gefuseerd in de Verenigde Ontwikkelingspartij (1973).                                                    |
|      |      | Indonesische Nationale Partij (Partai Nasional Indonesia)                               | PNI      | 1946–1973    | Nationalisme Marhaenisme Pancasila | Bestond ook al in Nederlands-Indië (1927-1931). Gefuseerd in de Indonesische Democratische Partij (1973).                                 |
|      |      | Indonesische Socialistische Partij (Partai Sosialis Indonesia)                          | PSI      | 1948–1960    | Democratisch socialisme            | Afsplitsing van de Socialistische Partij. Verboden in 1960.                                                                               |
|      |      | Katholieke Partij (Partai Katolik)                                                      | PKRI PK  | 1925–1973    | Pancasila Christendemocratie       | Opgericht als vereniging in 1923. Tot 1945 PPKD, 1945-1949 PKRI, vanaf 1949 PK. Gefuseerd in de Indonesische Democratische Partij (1973). |
|      |      | Masjoemi ("Vergadering van Indonesische Moslimraden", Majelis Syuro Muslimin Indonesia) | Masjoemi | 1945–1960    | Modernistische islam               | Opgericht als organisatie in 1943. Verboden in 1960.                                                                                      |
|      |      | Murba (Proletariërspartij, Musyawarah Rakyat Banyak)                                    | Murba    | 1948–1973    | Nationaalcommunisme Trotskisme     | Gefuseerd in de Indonesische Democratische Partij (1973).                                                                                 |
|      |      | Nahdlatul Ulama                                                                         | NU       | 1952–1973    | Traditionalistische islam          | Als organisatie actief sinds 1926. De politieke partij is gefuseerd in de Verenigde Ontwikkelingspartij (1973).                           |
|      |      | Parmusi ("Indonesische Moslimpartij", Partai Muslimin Indonesia)                        | Parmusi  | 1968-1973    | Modernistische islam               | Doorstart van Masjoemi. Gefuseerd in de Verenigde Ontwikkelingspartij (1973).                                                             |
|      |      | Socialistische Partij (Partai Sosialis)                                                 | PS       | 1945–1948    | Socialisme                         | In 1948 splitste de Indonesische Socialistische Partij zich af. Later dat jaar hief de PS zich op.                                        |

### Nieuwe Orde (1973-1998)
De eerste verkiezingen tijdens de periode van Nieuwe Orde, het regime van president Soeharto, vonden plaats in 1971. Bij die verkiezingen deden tien politieke partijen mee. Omdat Soeharto het aantal oppositiepartijen te groot vond, werden onder druk van het regime in januari 1973 alle oppositiepartijen samengevoegd in twee partijen: de islamitische Verenigde Ontwikkelingspartij (PPP) en de nationalistische, niet-islamitische Indonesische Democratische Partij (PDI). Van 1973 tot het einde van de Nieuwe Orde in 1998 bestonden daarom alleen regimebeweging Golkar (officieel destijds geen politieke partij) en de twee oppositiepartijen.
| Logo | Logo | Partij                                                         | Partij | Actief     | Ideologie                            | Opmerkingen |
| ---- | ---- | -------------------------------------------------------------- | ------ | ---------- | ------------------------------------ | --- |
|      |      | Golkar ("Functionele Groepen", Golongan Karya)                 | Golkar | 1964–heden | Pancasila Anticommunisme Liberalisme | Officieel tot 1999 geen partij maar een consortium van organisaties. Tussen 1966 en 1998 de beweging van het Nieuwe Orde-regime van president Soeharto. |
|      |      | Indonesische Democratische Partij (Partai Demokrasi Indonesia) | PDI    | 1973–2003  | Pancasila Marhaenisme                | Fusie van Parkindo, PK, Murba, IPKI en PNI. In 1999 splitste de PDI-P zich af.                                                                          |
|      |      | Verenigde Ontwikkelingspartij (Partai Persatuan Pembangunan)   | PPP    | 1973–heden | Pancasila Islam Conservatisme        | Fusie van NU, Parmusi, PSII en Perti. |